# Tyran sociable
Myiozetetes similis
Espèce
Répartition géographique
Statut de conservation UICN

 LC  : Préoccupation mineure
Le Tyran sociable (Myiozetetes similis) est une espèce de passereaux de la famille des Tyrannidae.

## Description

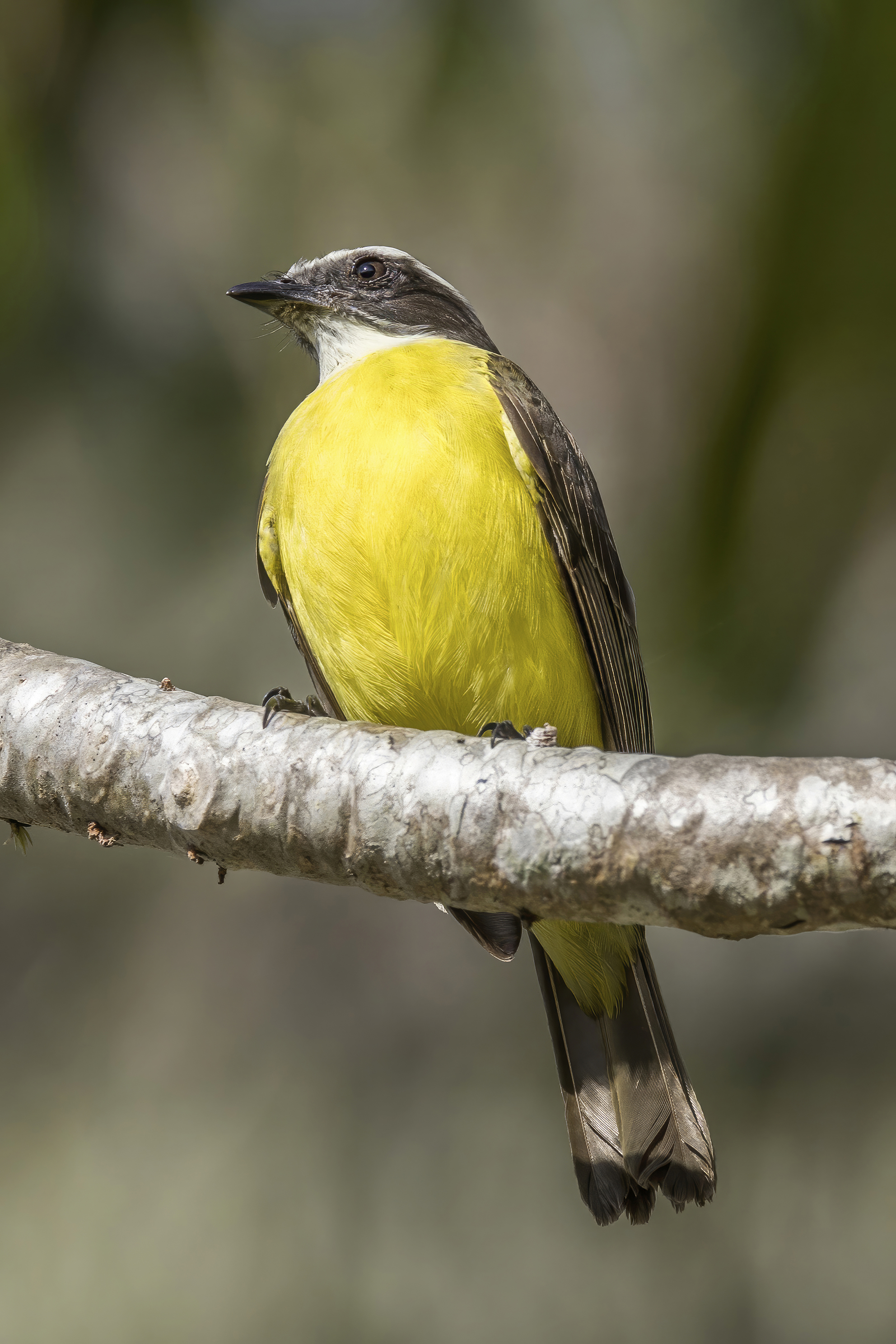
Vue d'un tyran sociable.

Le tyran sociable a le dessus olive-brun sombre, la tête noire avec des sourcils blancs. Les ailes et la queue sont noirâtres, la couverture extérieure des secondaires et les plumes de la queue légèrement margées de blanc-ocre, les primaires étroitement bordurées de roux. Le dessous est jaune brillant, la gorge blanche, le dessous des ailes jaune avec l'intérieur des primaires liseré de fauve pâle. Le bec et les pattes sont noirs.

## Habitat
Cette espèce est visible un peu partout, dans les forêts, dans les clairières, dans les zones urbaines, dans les plaines cultivées, dans les pâturages et surtout près des cours d'eau.

## Alimentation
Le tyran sociable se nourrit d'arthropodes, d'insectes divers, de têtards, de graines, de petites baies et de fruits.

## Nidification
Le nid est composé de petites racines et est recouvert d'herbes grasses avec une large ouverture sur le côté. Les œufs, généralement au nombre de trois, sont blancs légèrement tachetés de rouge.

## Répartition et sous-espèces
D'après la classification de référence (version 14.2, 2025) du Congrès ornithologique international il se répartit en sept sous-espèces (ordre phylogénique) :
- Myiozetetes similis primulus van Rossem, 1930 — nord-ouest du Mexique ;
- Myiozetetes similis hesperis A.R. Phillips, 1966 — ouest du Mexique ;
- Myiozetetes similis texensis (Giraud Jr, 1841) — de l'est du Mexique au nord du Costa Rica ;
- Myiozetetes similis columbianus Cabanis & Heine, 1859 — Costa Rica, Panama, nord de la Colombie et du Venezuela ;
- Myiozetetes similis similis (Spix, 1825) — Amazonie, Venezuela et Guyane ;
- Myiozetetes similis grandis Lawrence, 1871 — Tumbes ;
- Myiozetetes similis pallidiventris Pinto, 1935 — est du Brésil et du Paraguay, Selva Misionera.